# Kerstin Wixe
Kerstin Helena Wixe, född 2 januari 1952 i Vargön, är en svensk filmare, kulturjournalist och radioproducent.
Kerstin Wixe utbildade sig till fotograf på Kalix folkhögskola 1971–1972. Hon har därefter huvudsakligen arbetat med radio. Tillsammans med Kjell Sundvall gjorde hon 1973–75 Torsdag med ungdomsredaktionen från Luleå, ett program som lades ned 1975 under kraftiga protester. Wixe avskedades från Sveriges Radio men vann målet i Arbetsdomstolen som prövade fallet mot den nya LAS-lagen (Lagen om anställningsskydd).  
Hon studerade på Dramatiska institutet i Stockholm 1975–1976. och var med och startade lokalradion i Norrbotten 1977.
Hösten -79 till våren -80 var hon i Luleå producent för kulturexperimentet Lillan som gav eko i hela landet. 
Hon har alltid haft Luleå som arbetsort för samhälls och kulturjournalistik, har hörts i många direktsändningar och egna serier som Sena Skrönor och Stafetten, och har sedan mitten av 80-talet framförallt producerat kultur och litteraturprogram i Sveriges Radio P1 som Radioföljetongen/Radionovellen vars produktion hon också ansvarade för i närmare 10 år.  
Hon är sedan 2004  "ständig samtalsledare" på Kontext – Luleås litterära scen, som bedrivs med stöd från Kulturrådet och Luleå kommun. Det har också getts ut en CD-skiva med tio av dessa samtal.
Hon har gjort kortfilmen Ups and Downs och tillsammans med Ylva Mårtens, regisserat, skrivit manus till och filmat Karlsvik – en by som Gud har glömt (1978).
2018 utkom Wixe med romanen Vitt ljus på bokförlaget Polaris.
2018 tilldelades hon också H. M. Konungens medalj av 5:e storleken för sina ”framstående insatser som kulturjournalist”.
Kerstin Wixe gick i pension från Sveriges Radio 2020 efter nästan 50 år i företaget. Numera ansvarar hon för Kontext Podcast som i huvudsak publicerar de författarintervjuer hon gör på Kontext, litterär scen i Luleå.

## Utmärkelser
- H. M. Konungens medalj av 5:e storleken (2018) för framstående insatser som kulturjournalist